# Церхимахи
Церхимахи (дарг. Цергимахьи) — село в Акушинском районе Дагестана. Входит в состав Акушинского сельсовета.

## Географическое положение
Село примыкает к северо-западной окраине села Акуша, административного центра района.

## Население
| 1970 | 1989 | 2002 | 2010 | 2021 |
| ---- | ---- | ---- | ---- | ---- |
| 164  | ↘34  | ↗416 | ↗492 | ↗840 |